# Святий вогонь (роман)
«Святий вогонь» — науково-фантастичний роман американського письменника Брюса Стерлінга 1996 року. Він був номінований на Британську премію наукової фантастики в 1996 році і на обидві премії Г'юго та Локус в 1997 році.
Святий вогонь — це історія старої жінки, яка набула другої молодості — у світі, в якому радикальне продовження життя доступне за допомогою надзвичайно інтрузивних технологічних засобів — і внаслідок чого вона має онтологічну трансформацію.